# Васил Аджаларски
Васил Стоянов Стайков, известен като Аджаларски и Дервишов, е български революционер, скопски и кумановски войвода на Вътрешната македоно-одринска революционна организация.

## Биография
Васил Стоянов е роден в 1880 година в скопското село Аджалари, по което получава прякора си, и което тогава е в Османската империя (днес село Миладиновци, Република Македония). Братовчед е на войводата Трифун Аджаларски.
През 1901 година семейството му се преселва в Скопие. Влиза във ВМОРО и изпълнява редица задачи на Организацията – пренася поща, крие и набавя оръжие изпълнява терористични акции. В същата година е арестуван и излежава две години в скопския затвор Куршумли хан. След амнистия е освободен. През пролетта на 1903 година става нелегален четник и първоначално е при войводата Санде Чолака в Кумановско, по-късно през 1904 година е помощник войвода в четата на Боби Стойчев, а впоследствие от 1905 година е войвода в Черногорията и Блатията под върховенството на Даме Мартинов. Аджаларски се отличава при убийството на няколко мюсюлмански бегове, потискащи местните българи.
| Чета на Васил Аджаларски, 5 януари 1906 година | Чета на Васил Аджаларски, 5 януари 1906 година | Чета на Васил Аджаларски, 5 януари 1906 година | Чета на Васил Аджаларски, 5 януари 1906 година | Чета на Васил Аджаларски, 5 януари 1906 година |
| Номер                                          | Име                                            | Селище                                         | Околия                                         | Забележка                                      |
| ---------------------------------------------- | ---------------------------------------------- | ---------------------------------------------- | ---------------------------------------------- | ---------------------------------------------- |
| 1.                                             | Васил Стоянов                                  | Аджалари                                       | Скопска                                        |                                                |
| 2.                                             | Димче Цветанов                                 | Скопие                                         | Скопска                                        |                                                |
| 3.                                             | Паун Ангелов                                   | Стоп                                           | Дупнишка                                       |                                                |
| 4.                                             | Петър Янков                                    | Гложане                                        | Оряховска                                      |                                                |
| 5.                                             | Петко Велчев                                   | Гложане                                        | Оряховска                                      |                                                |
| 6.                                             | Митре Арсов                                    | Дивле                                          | Скопска                                        |                                                |
| 7.                                             | Тоде Цветанов                                  | Долно Лисиче                                   | Скопска                                        |                                                |
| 8.                                             | Конст. Христов                                 | Гевгелия                                       | Солунска                                       |                                                |
| 9.                                             | Григор Ангелов                                 | Чеканчево                                      | Софийска                                       |                                                |
| 10.                                            | Цветан Петров                                  | Ибрахимово                                     | Скопска                                        | [ 7 ]                                          |

| Чета на Васил Аджаларски, 28 август 1906 година | Чета на Васил Аджаларски, 28 август 1906 година | Чета на Васил Аджаларски, 28 август 1906 година | Чета на Васил Аджаларски, 28 август 1906 година | Чета на Васил Аджаларски, 28 август 1906 година |
| Номер                                           | Име                                             | Селище                                          | Околия                                          | Забележка                                       |
| ----------------------------------------------- | ----------------------------------------------- | ----------------------------------------------- | ----------------------------------------------- | ----------------------------------------------- |
| 1.                                              | Васил Стоянов                                   | Аджалари                                        | Скопска                                         |                                                 |
| 2.                                              | Трипун Христов                                  | Аджалари                                        | Скопска                                         |                                                 |
| 3.                                              | Петре Цветков                                   | Маджари                                         | Скопска                                         |                                                 |
| 4.                                              | Митре Арсов                                     | Дивле                                           | Скопска                                         |                                                 |
| 5.                                              | Тома Петров                                     | Скопие                                          | Скопска                                         |                                                 |
| 6.                                              | Йордан Ненов                                    | Скопие                                          | Скопска                                         |                                                 |
| 7.                                              | Тодор Стефанов                                  | Тетово                                          | Скопска                                         |                                                 |
| 8.                                              | Стоимен Алексов                                 | Горни Лозен                                     | Софийска                                        | [ 8 ]                                           |

| Чета на Васил Аджаларски, 4 август 1907 година | Чета на Васил Аджаларски, 4 август 1907 година | Чета на Васил Аджаларски, 4 август 1907 година | Чета на Васил Аджаларски, 4 август 1907 година | Чета на Васил Аджаларски, 4 август 1907 година |
| Номер                                          | Име                                            | Селище                                         | Околия                                         | Забележка                                      |
| ---------------------------------------------- | ---------------------------------------------- | ---------------------------------------------- | ---------------------------------------------- | ---------------------------------------------- |
| 1.                                             | Васил Стоянов                                  | Аджалари                                       | Скопска                                        |                                                |
| 2.                                             | Мане Стоянов                                   | Дивле                                          | Скопска                                        |                                                |
| 3.                                             | Ламби Янакиев                                  | Прекопана                                      | Леринска                                       |                                                |
| 4.                                             | Сребро Думков                                  | Пловдив                                        |                                                |                                                |
| 5.                                             | Тодор Тасев                                    | Алинци                                         | Кумановска                                     |                                                |
| 6.                                             | Христо Гельов                                  | Турнан                                         | Пашмукли                                       |                                                |
| 7.                                             | Велко Петров                                   | Смолско                                        | Пирдопска                                      |                                                |
| 8.                                             | Мито Вучков                                    | Струмица                                       |                                                |                                                |
| 9.                                             | Стоян Василиев                                 | Коняво                                         | Кюстендилска                                   |                                                |
| 10.                                            | Ангел Атанасов                                 | Кочани                                         |                                                | [ 9 ]                                          |

От края на 1904 до 1908 година четата му води 14 сражения с турския аскер и с чети на въоръжената сръбската пропаганда. В отговор на показното убийство от сръбска чета на седем българи от скопската махала Чаир, той убива 9 сърбомани от Бродец, след което сръбските чети прекратяват този тип действия. През февруари 1907 година изгаря хана при село Сопище, който служи за база на сръбските чети при преминаването им за Поречието., тогава подвойвода при него е Тодор Яковов. До Младотурската революция е районен войвода на Скопски район и действа с чета от 18 души, разделена на 4 отделения.
След Младотурската революция в 1908 година се легализира. Подкрепя Народната федеративна партия (българска секция). Убит е заедно с 80-годишния си дядо от засада пред врата на дома си от властите в Скопие в 1909 година. Погребението му в църквата „Свети Димитър“ е повод за масов протест на българите от Скопско срещу властите, а убиецът му Кьор Расим е обесен на каменния мост в града. Ораторите на митинга при погребението му учителят Атанас Михайлов и адвокатът Тома Петков са осъдени на 2 години затвор, а учителят Димитър Поппандов – на три. При обезоръжителната акция на младотурците в 1910 година са арестувани баща му Стоян и брат му Панчо.
През 1918 година Иван Снегаров пише за Васил Аджаларски:
| „ | Той е обладавал всички физически и душевни качества, необходими за обаятелна агитация и увличане на масата. Висок, строен, снажен... пъргав и бързо съобразителен, решителен в предприятията и безстрашен в борбата, неуморимо деятелен и нивга уловим, той несъмнено се носел пред въображението на народа като старите витязи, които са го вдъхновили да създаде юнашкия епос. Към това, като се прибави, че той бил сладкодумен и имал феноменална памет..., ще можем да си представим напълно тайната на могъществото на местната Организация в негово време и на онова обаяние, с което скопските българи още споменават неговото име | “ |

## Външни Препратки
- „Две надгробни речи; След убийството на Васил Аджаларски; Подробности по убийството на войводата Васил Стоянов“, публикувано във в. „Вести“, брой 34, 35, 40, Цариград, 1909 година